# Paulo Salas
Paulo Salas, vollständiger Name José Paulo Salas Ríos, (* 4. Dezember 1994 oder 14. Dezember 1994 in Montevideo) ist ein uruguayischer Fußballspieler.

## Karriere
Der je nach Quellenlage 1,70 Meter oder 1,80 Meter große Offensivakteur Salas steht mindestens seit der Saison 2011/12 im Kader des in Montevideo beheimateten Erstligisten Club Atlético Rentistas. In den Spielzeiten 2011/12 und 2013/14 lief er in jeweils drei Spielen der Primera División auf. Ein Pflichtspieltor erzielte er nicht. Für die dazwischenliegende Zweitligasaison 2012/13, in der Rentistas den sofortigen Wiederaufstieg in Uruguays höchste Spielklasse sicherstellte, liegen für Salas keine statistischen Daten vor. In der Saison 2014/15 wurde er nicht in der Primera División eingesetzt. Anfang Oktober 2015 wurde er an den Zweitligisten Canadian Soccer Club verliehen und bestritt in der Spielzeit 2015/16 neun Zweitligaspiele (kein Tor). Anschließend kehrte er zu Rentistas zurück.